# Amtsbezirk Stainz
Der Amtsbezirk Stainz war zwischen 1853 und 1867 eine Verwaltungseinheit im Marburger Kreis in der Steiermark.
Der Amtsbezirk war der Kreisbehörde in Marburg unterstellt und besorgte deren Amtsgeschäfte vor Ort. Die Zuständigkeit erstreckte sich neben Stainz auf Blumegg, Breitenbach, Ettendorf, Gams, Gamsgebirg, Gerstorf, Gießenberg, Grafendorf, Graggerer, Graschuh, Greistorf, Gundersdorf, Herbersdorf, St. Josef, Kothvogel, Lannach, Laßelsdorf, Mettersdorf, Neudorf, Neurath, Niedergras, Pichling, Pirkhof, Raßach, Roßegg, Sierling, Stallhof, St. Stefan, Taipel, Tobisegg, Trog, Vochera, Wald, Wetzelsdorf, Wieselsdorf, Wildbach und Zirknitz.